# Biserica „Adormirea Maicii Domnului” din Hrușova
Biserica „Adormirea Maicii Domnului” este o biserică amplasată în Hrușova, raionul Criuleni, Republica Moldova. Este un monument arhitectural de importanță națională inclus în Registrul monumentelor Republicii Moldova ocrotite de stat cu nr. 312 (raionul Criuleni). Datează din 1802.